# Allt är liv
Allt är liv är ett konstverk av Klara Kristalova som finns på insidan av Sara kulturhus, längs den västra väggen i anslutning till Skellefteå stadsbibliotek. Verket invigdes 2021. I skissbeskrivningen kan läsas att:
| ”                  | Allt är liv är en bildberättelse om stort och smått som väver ihop liv, hårt arbete, natur, tid som går, individer, djur och en del annat…Allt är liv är en titel som grundar sig i tanken att varje myra, varje kvist och varje människa är levande och viktig och den tanken genomsyrar verket. | „ |
| – Klara Kristalova | |   |

År 2017 utannonserade Skellefteå kommun uppdraget om konstnärlig gestaltning, men inget av förslagen passade. Kommunen valde att direktupphandla och två år senare meddelades att Kristalova fått uppdraget som enligt Skellefteå kommuns dåvarande konstkonsulent Peter Lundström var: "det mest betydelsefulla konstuppdraget i Skellefteå genom tiderna".
Allt är liv består av olika typer av material som tyg, keramik och brons. Inspiration har hämtats från Sara Lidmans böcker och skildrar att allt hänger ihop. I det mestadels svartvita verket återfinns bland annat en sex meter hög kvinnogestalt, en keramikbjörk, hästgestalter, sol, blad, nattfjäril och en pinnflicka.
Två av delarna i verket, Bladet och Kvinnan, har tillverkats av Anna Eriksson och Jenny Hillevi Larsson vid Handarbetets vänner under 2021. Bladet är cirka två meter högt medan Kvinnan är cirka sex meter hög. De har tillverkats "i olika applikationstekniker med specialinfärgade tyger i olika material".